# Anthony Polite
Anthony Michael Lewis Polite, né le 21 juin 1997 à Sorengo dans le district de Lugano, est un joueur suisse de basket-ball. Il évolue au poste d'ailier.

## Biographie

### Carrière universitaire
Entre 2017 et 2022, il joue pour les Seminoles à l'université d'État de Floride.

### Carrière professionnelle
Le 13 juillet 2022, il signe son premier contrat professionnel avec l'ASVEL Lyon-Villeurbanne, champion de France en titre. Il signe un contrat de deux ans. En janvier 2023, l'ASVEL trouve un accord avec Polite, qui joue peu, pour qu'il quitte le club. Peu de temps après, le club allemand d'e@sy credit BBL des Hambourg Towers le recrute. Lors de son premier match il joue 25 minutes, le temps d'inscrire 13 pts, 5 rbds pour 15 d'évaluation. Il évolue également en EuroCup le temps de 8 matches
 Lors de la saison 2023-2024, Anthony Polite découvre la première division espagnole avec le CB Breogán aussi engagé en Basket-Ball Champions League.

## Statistiques

### Universitaires
| Saison    | Équipe        | Matchs | Titul. | Min./m | % Tir | % 3pts | % LF | Rbds/m. | Pass/m. | Int/m. | Ctr/m. | Pts/m. |
| --------- | ------------- | ------ | ------ | ------ | ----- | ------ | ---- | ------- | ------- | ------ | ------ | ------ |
| 2017-2018 | Florida State | 1      | 0      | 4,0    | 0,0   | 0,0    | 0,0  | 1,00    | 1,00    | 1,00   | 0,00   | 0,00   |
| 2018-2019 | Florida State | 30     | 0      | 10,5   | 38,2  | 23,9   | 77,3 | 1,60    | 0,63    | 0,60   | 0,03   | 2,67   |
| 2021-2022 | Florida State | 31     | 8      | 19,9   | 40,6  | 35,4   | 67,9 | 2,94    | 1,13    | 1,19   | 0,23   | 5,77   |
| 2021-2022 | Florida State | 21     | 16     | 26,5   | 50,0  | 43,6   | 66,7 | 4,48    | 1,76    | 1,43   | 0,43   | 10,10  |
| 2021-2022 | Florida State | 24     | 24     | 27,9   | 42,9  | 32,1   | 80,0 | 5,62    | 2,50    | 1,46   | 0,54   | 9,92   |
| Carrière  | Carrière      | 107    | 48     | 20,2   | 43,6  | 34,9   | 74,1 | 3,45    | 1,42    | 1,13   | 0,28   | 6,63   |